# Maurice Cohen (réalisateur)
Pour les articles homonymes, voir Maurice Cohen.
Maurice Cohen, né le 5 juin 1935 à Asnières, est un réalisateur français.

## Biographie
Maurice Cohen réalise en 1958 son premier court métrage, Dernière Minute, consacré au journalisme. Il effectue ensuite son service militaire - pendant 28 mois - au Service cinématographique des armées pour lequel il tourne deux films. En 1961, il est assistant de Maurice Pialat sur son premier court-métrage professionnel L'amour existe, documentaire consacré à la banlieue parisienne.

## Filmographie
Courts métrages
- 1958 : Dernière minute
- 1961 : 10 juin 1944
- 1965 : Les Autres (film réalisé en souscription publique) [2]

## Récompense
- 1962 : Prix Jean-Vigo pour 10 juin 1944